# Forcipomyia warreni
Forcipomyia warreni är en tvåvingeart som beskrevs av Meillon och Wirth 1981. Forcipomyia warreni ingår i släktet Forcipomyia och familjen svidknott. Inga underarter finns listade i Catalogue of Life.